# Gadon (Tambakboyo)
Gadon is een bestuurslaag in het regentschap Tuban van de provincie Oost-Java, Indonesië. Gadon telt 1431 inwoners (volkstelling 2010).